# Masdevallia microsiphon
Masdevallia microsiphon är en orkidéart som beskrevs av Carlyle August Luer. Masdevallia microsiphon ingår i släktet Masdevallia och familjen orkidéer. Inga underarter finns listade i Catalogue of Life.